# فیلیپ کوکو
فیلیپ جان ویلیام کوکو (هلندی: Phillip John William Cocu؛ زادهٔ ۲۹ اکتبر ۱۹۷۰) بازیکن سابق و مربی فوتبال اهل کشور هلند است